# シャトー・クレール・ミロン
シャトー・クレール・ミロン（フランス語: Château Clerc Milon）とは、フランスのジロンド県に属するコミューンの1つであるポーイヤックに存在する、アペラシオン・ドリジーヌ・コントロレ製品を作る、ワイナリー（ワインの醸造所）の1つである。

## 概要

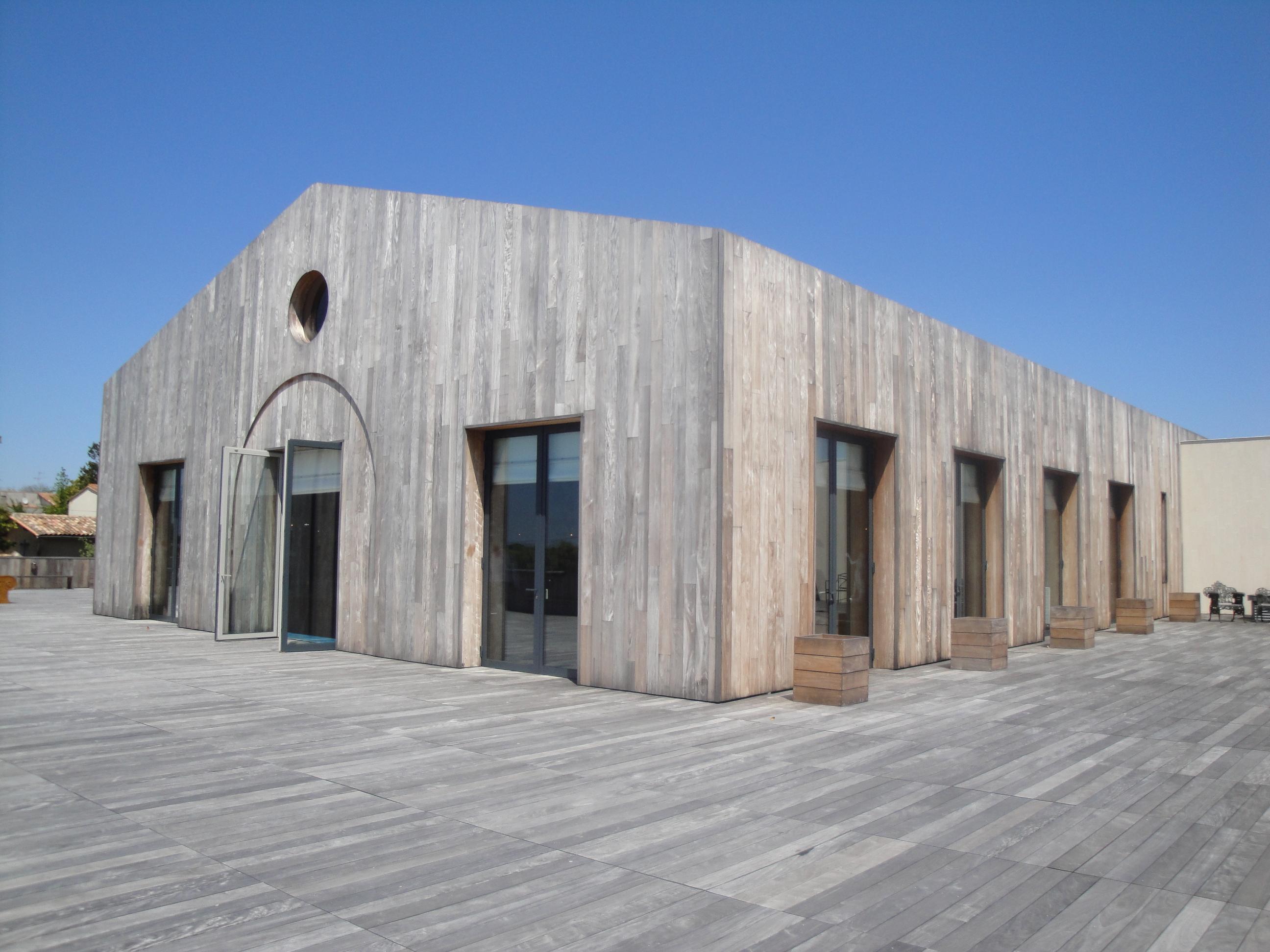
2011年に完成した、シャトー・クレール・ミロンの新しい建物のテラスの部分。2012年5月13日撮影。

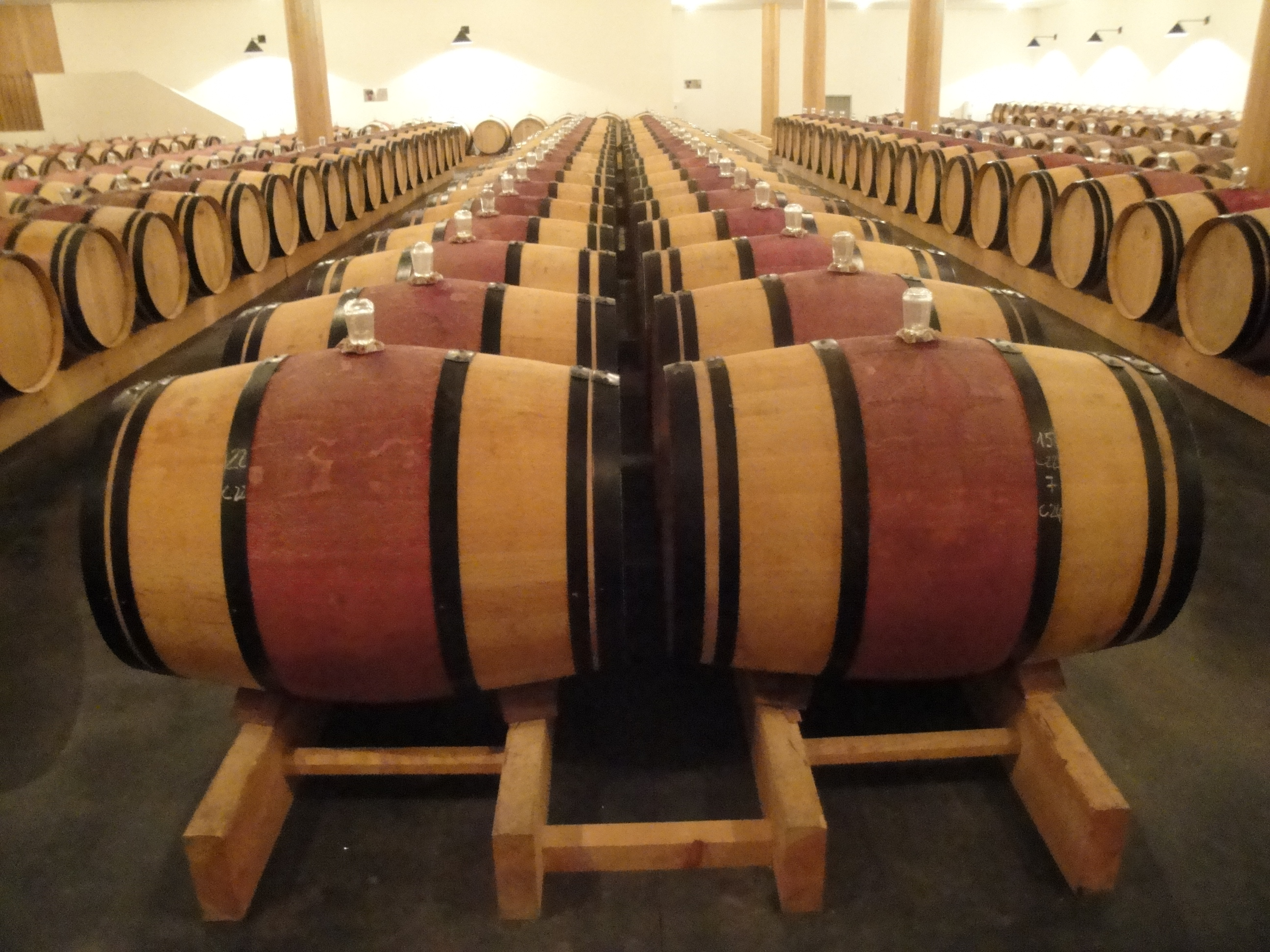
シャトー・クレール・ミロンのワイン熟成場の様子。2012年5月13日撮影。

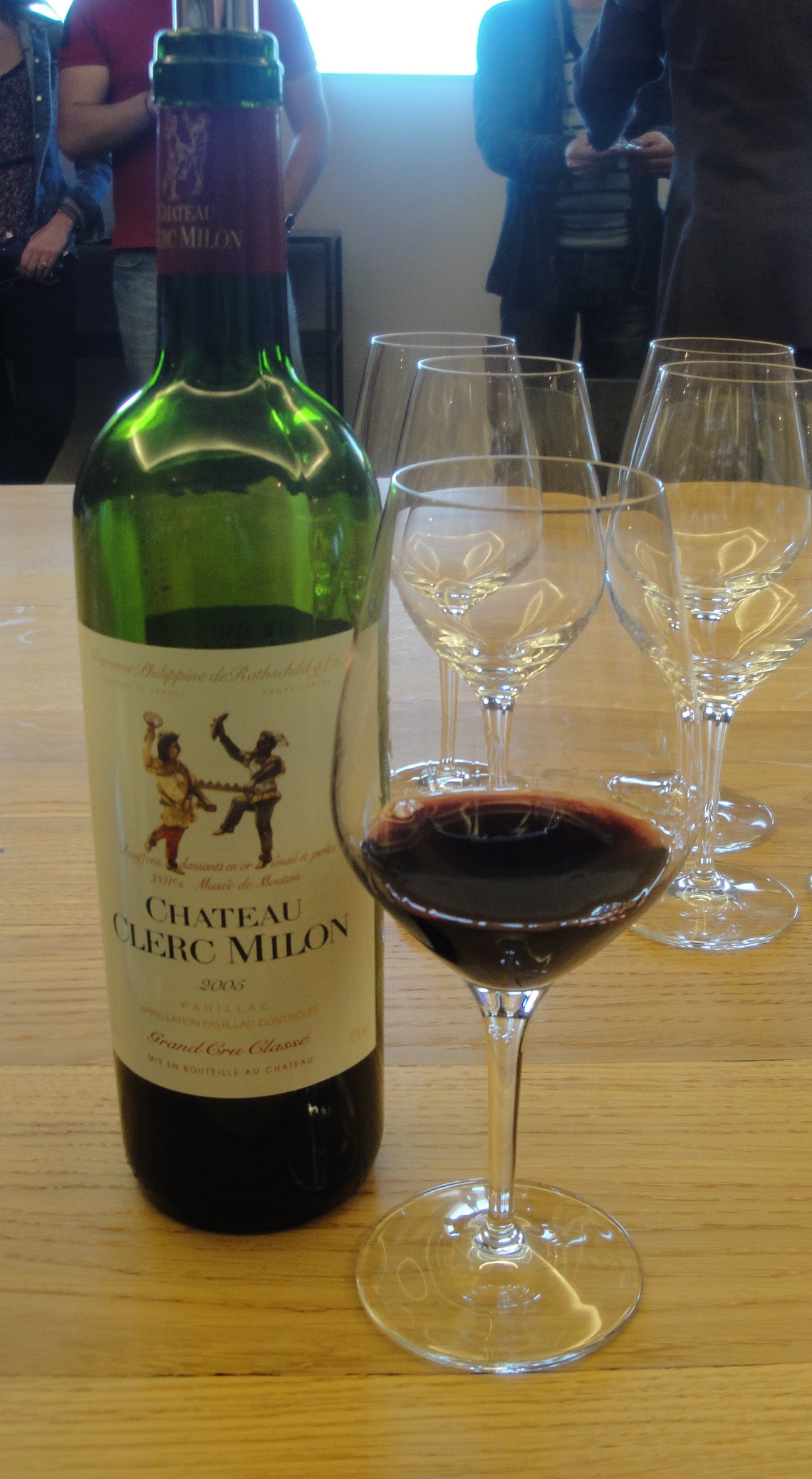
2005年のシャトー・クレール・ミロンのワインの瓶。および、その中身をグラスに注いだところ。

ポーイヤックはワインの生産で有名なコミューンであり、例えばシャトー・ラトゥールやシャトー・ムートン・ロートシルトやシャトー・ラフィット・ロートシルトといった著名なワイナリーが存在している。特にシャトー・ラフィット・ロートシルトは、シャトー・クレール・ミロンのすぐ北西に位置している。このシャトー・ラフィット・ロートシルトはメドックの格付けにおいて最高の第1級を取れているのに対して、シャトー・クレール・ミロンは最低の第5級でしかない

。
シャトー・クレール・ミロンは、2012年現在、約41haのワイン醸造用のブドウを栽培するための畑を持っている

。
栽培されているブドウの品種は、2012年現在、カベルネ・ソーヴィニヨンが41％、メルローが37％、カベルネ・フランが11％、プティ・ベルドが2％、カルメネールが1％である

。
なお、2012年現在のブドウの栽培密度は、1ha当たり、約1万本のブドウの木を植えている状態である

。

## 歴史
（英語版のhistoryの節を読んでください。）